# 小行星4079
小行星4079（4079 Britten）是一颗绕太阳运转的小行星，为主小行星带小行星。该小行星于1983年2月15日发现。

## 轨道参数
小行星4079的轨道半长轴为3.1963871 UA，离心率为0.103。
| 前一小行星： 小行星4078 | 小行星列表 | 後一小行星： 小行星4080 |